# Ескадрені міноносці типу «Луїджі Дюран де ла Пенне»
Ескадрені міноносці типу «Луїджі Дюран де ла Пенне» (італ. Classe Luigi Durand de la Penne) — Серія ескадрених міноносців  з керованим ракетним озброєнням ВМС Італії 1980-х років

## Історія створення
Ескадрені міноносці типу «Луїджі Дуранд де ла Пенне» були розроблені на заміну застарілим есмінцям типу «Імпавідо». Спочатку планувалось побудувати 4 кораблі, але від будівництва 2 пари кораблів відмовились на користь розробки спільного італійсько-французького есмінця типу «Орідзонте».
Початково кораблі мали назви «Анімозо» (італ. Animoso) та «Ардіментозо» (італ. Ardimentoso), але у 1992 році, незадовго перед вступом у стрій їх перейменували на честь бойових плавців часів Другої світової війни.
Ескадрені міноносці типу «Луїджі Дюран де ла Пенне» - багатоцільові кораблі, які здатні діяти як самостійно, так і у складі різноманітних з'єднань, перш за все у складі авіаносного на чолі з авіаносцем «Джузеппе Гарібальді». Вони можуть вести боротьбу з підводними човнами та надводними кораблями, засобами повітряного нападу, а також надавати вогневу підтримку десанту. 

## Представники
| Корабель                   | Виготовлювач                                      | Бортове позначення | Закладено              | Спущено             | У строю              | Статус  |
| -------------------------- | ------------------------------------------------- | ------------------ | ---------------------- | ------------------- | -------------------- | ------- |
| «Луїджі Дюран де ла Пенне» | «Cantiere navale di Riva Trigoso», Сестрі-Леванте | D 560              | 20 січня 1988 року     | 20 жовтня 1989 року | 18 березня 1993 року | У строю |
| «Франческо Мімбеллі»       | «Cantiere navale di Riva Trigoso», Сестрі-Леванте | D 561              | 15 листопада 1989 року | 13 квітня 1991 року | 18 жовтня 1993 року  | У строю |

## Конструкція

### Корпус
Корпус кораблів сталевий, гладкопалубний. Основні пости в надбудовах захищені протиосколковою бронею з матеріалу «Mirex» (типу Кевлар).
При створенні кораблів особлива увага приділялась зниженню радіолокаційного, теплового та акустичного полів. Ці задачі вирішувались шляхом підбору раціональних кутів нахилу корпуса та надбудов, а також облицювання їх спеціальними покриттями. Акустичне поли знижене шляхом покращення віброакустичних характеристик механізмів та розміщення їх на амортизаторах те демпферних рамах. 
Для зниження рівня підводного шуму встановлені системи подачі повітря на корпус корабля та кромки лопатей гребних гвинтів. 
Рівень теплового поля знижений за рахунок охолодження вихідних газів газотурбінної силової установки.

### Силова установка
Силова установка розміщена в двох машинних відділеннях. Вона складається з двох газових турбін «General Electric LM2500» потужністю 55 000 к.с. та двох дизельних двигунів «BL-230-20-DVM» потужністю 12 000 к.с.
Це забезпечує максимальну швидкість корабля у 32 вузли.

### Озброєння
Гарматне озброєння складається з однієї 127-мм гармати Otobreda 127/54 Compact та трьох 76-мм гармат OTO Melara.
Ракетне озброєння  складається з пускової установки Mk 13 для запуску ракет RIM-66 /67 Standard та  пускової установки для запуску ракет Selenia Aspide.
Радіолокаційне обладнання складається з РЛС дальнього пошуку повітряних цілей «Hughes SPS-52C», пошуку повітряних цілей «Selenia SPS-768», РЛС пошуку надводних і повітряних цілей «Selenia SPS-774», >РЛС пошуку надводних цілей «SMA SPS-702», 4 РЛС СКВ «Selenia SPG-76», 2 РЛС СКВ «Ratheyon SPG-51D».
Під час модернізації у 1988-1991 роках на кораблях встановили приймачі GPS і «Meteosat». У 2002 роках есмінці обладнали протичовновими ракетними комплексами «Milas».
Торпедне озброєння складається з двох строєних 324-мм пускових установок «B-515» для запуску ракет-торпед.
На кораблі базуються по 2 вертольоти Bell 212.